# Сент-Север (кантон)
Сент-Север (фр. Saintes-Nord) — кантон во Франции, находится в регионе Пуату — Шаранта. Департамент кантона — Шаранта Приморская. Входит в состав округа Сент. Население кантона на 2006 год составляло 16 068 человек.
Код INSEE кантона 1734. Всего в кантон Сент-Север входят 6 коммун, из них главной коммуной является Сент.

## Коммуны кантона
- Бюссак-сюр-Шарант — население 1238 чел.
- Фонкуверт — население 2082 чел.
- Ле-Дуэ — население 692 чел.
- Сен-Вез — население 547 чел.
- Венеран — население 668 чел.
- Сент